# トチェフ - コストシン線
トチェフ - コストシン線（ポーランド語: Linia kolejowa Tczew–Costzyn）はポーランド共和国ポモージェ県トチェフとルブシュ県コストシン（オドラ）を結ぶ幹線鉄道で、プロイセン東部鉄道本線の一部であった。全線は1945年以前に持っていた重要度を現在に失っている。

## 歴史
シュナイデミュール（現在ピワ） - ルーガツ（現在クシジュ）間は1851年7月27日に生成した最初区間で、現在のクトノ - ピワ線のシュナイデミュール - ブロンベルク（現在ビドゴシュチ）間とともに東部鉄道により開通された。当時には首都のベルリン方面に、1848年に完工したポーゼン（現在ポズナン）- シュテティン（現在シュチェチン）線と1843年完工したベルリン - シュチェチン線がこの路線と連結されていた。前者は1851年に国有化されたが、後者は1880年まで私鉄として残った。1852年に東部鉄道は王立プロイセン鉄道に統合された。1857年10月12日にルーガツ - フランクフルト（オーデル）間はキュストリン（現在コストシン）の経由で開通されて、ベルリン方面の距離が飛躍的に短縮された。1867年にベルリン - キュストリン間が開通されて、路線距離は再び短くなった。
一方、ダンチヒ（現在グダニスク）およびケーニヒスベルク方面の場合、1873年までブロンベルクの経由が必要であった。1871年1月16日にディルシャウ（現在トチェフ） - プロイセンシュタルガルト（現在スタロガルトグダニスキ）間および西プロイセンのフラートー（現在ズウォトゥーフ） - シュナイデミュール間が初めに開通された。同年11月15日以来、コーニッツ（現在ホイニツェ） - プロイセンシュタルガルト間の列車運行は可能となった。1873年4月15日にプロイセンシュタルガルト - ホッホシュテュブラウ（現在ズビエヴォ）間は、同年8月15日に残りのホッホシュテュブラウ - コーニッツ間はそれぞれ開業されて、既存区間は複線で改良されていた。
トチェフ - コストシン区間はプロイセン王立鉄道の東部鉄道管理局に属して、1871年1月18日に成立したドイツ帝国の重要な鉄道路線の一つであった。1914年夏の当時、北急行を含む特急列車は1日9往復で東部鉄道本線を通行した。1916年12月8日にベルリン行きのD24系統急行列車の先行列車と後ろの列車はランツベルクで追突する事故が発生した。この事故で12人が死亡して15人が負傷を負った。1918年9月11日にシュナイデミュールの鉄道事故が発生して、人的被害は死亡者35人・負傷者18人であった。
第一次世界大戦の終戦およびヴェルサイユ条約の締結の後に、東部鉄道管理局の路線はドイツだけではなくポーランド、自由都市ダンチヒ、東プロイセンの領域に分割された。1920年に国境線はモシュチェニツァ駅とフィルハウ駅（現在ヴィエジュホヴォ駅）の間に画定されて、東プロイセンとドイツの間にポーランド回廊路線が導入された。一方、ポーランド国営鉄道（略: PKP）は当時の国境線とトチェフの間を引き受けた。1925年5月1日にドイツ国営鉄道（略: DR）のD4急行列車がスヴァロジン - スタロガルド間で脱線して8 m下に墜落した。この事故で29人が死亡して数十人が負傷を負って、事故原因は不明となった。
第二次世界大戦の終戦後、全線はポーランドに帰属して、国営鉄道により引き受けられた。遠距離交通の重要度は低下して、2016年までピワ - ゴルズーフ間は特急列車の運行区間であった。2017年、PKPインターシティー路線はトチェフ - ピワ間に導入された。
ゴジューフ駅と同市のヴィエプジツェ駅間の高架橋は完全に改築されたので、2018年中期にはその区間は封鎖された。2020年12月より国境線におけるオドラ川鉄道橋の改築は開始されて、構造は炭素繊維ケーブル装着のランカー橋（Bogenbrücke）である。全長は260 mで、後には電車線設置が計画されている。鉄道橋工事は2024年7月に完了した。

## 運行形態
- 普通列車（R）: トチェフ - ロキトキトチェヴイスキエ - スヴァロジン - シュペンガフスク - スタロガルド・グダニスキ - ピエシエニツェ - ピンチン - ズブレヴォ - ビトニア - カリスカ - カミエンナ・カルチュマ - チャルナ・ヴォダ - ウォング - チェルスク - グトヴィエツ - リッテル・ヴィエシ - リテル - クロヤンティ - ホイニツェ[9]。